# Cardiowave
Cardiowave — український незалежний музичний лейбл.

## Історія
Словосполучення Cardiowave народилося як відповідь на численні питання щодо стилю гурту Flëur. Термін Cardiowave його автори перекладають як хвиля, що йде від серця та вважають слушним використовувати для найменування будь-якої музики, що створена щиро, від душі.
Музичний лейбл CardioWave було засновано у 2005 році. Метою лейблу стала підтримка талановитих незалежних музикантів, організація концертів та фестивалів, випуск музичних альбомів. Спільнота музикантів, близьких до лейблу, сформувалося в Одесі навколо радіопередачі Атмосфера, яка з 1996 року виходить на Просто Радіо. Творці передачі Дмитро Вєков (автор та ведучий) та Сергій Ломановський (звукорежисер) стояли біля витоків лейбла. Окрім них його роботою займається Владислав Міцовський.

## Музична концепція
Лейбл не має жодних акцентів до музики, тобто вона може бути «жива», електронна, записана в студії або у домашніх умовах — жодної різниці. Головний критерій щодо співробітництва лейблу з музичними гуртами — це відповідність музики до вислову «хвиля, що йде від серця», а також наявність таланту та самобутність. Рішення щодо відповідності тієї чи іншої музики до перелічених критеріїв виносять власники лейблу.

## Діяльність
Лейбл займається записом та видавництвом музичних творів, альбомів, проведенням концертів, вечорів, зустрічей, фестивалів, видавництвом літературних та інших творів (фото, графіка, живопис), що ідейно є пов'язаними з Cardiowave як музичним жанром.
Наразі з лейблом Cardiowave співпрацюють десятки музикантів з України, Росії та інших країн, що грають у різних музичних стилях (рок, електроніка, фолк тощо). Найвідоміші з них: Flëur, Amurekimuri, Оля і Монстр, Легендарні Пластилінові Ноги, М.Р.Ф., The Клюквінs, Verba, Білка і Стрілка, Кто-то Падает, Георгій Матвіїв, Володимир Нессі.
При підтримці лейбла CardioWave з моменту його заснування проводилися концерти музикантів лейбла та дружніх музичних колективів, музичні вечори. З 22 по 24 серпня 2008 року в Одесі під його егідою пройшов перший фестиваль Інтерференція. Після нього відбулися фестивалі у Санкт-Петербурзі та Москві. За підсумками фестивалю у 2008 році буля випущена збірка «Інтерференція».
У 2009 році фестиваль «Інтерференція» пройшов з 21 по 24 серпня: перші 2 дні у одеському клубі Вихід, завершальні 2 дні — в Чорноморську. 22 листопада фестиваль «Інтерференція-2009» відбувся у Москві у клубі Ikra. З 26 по 28 серпня 2010 року в Одесі пройшов черговий фестиваль «Інтерференція-2010», у якому взяли участь близько 20 гуртів з України та закордону.

## Дискографія
Наразі музичним лейблом CardioWave були випущені такі альбоми:.
| Номер по каталогу | Рік видання | Артист                         | Назва                               |
| ----------------- | ----------- | ------------------------------ | ----------------------------------- |
| CW 001            | 2005        | Библиотека Просперо            | «Сад: Звери, Облака и Эхо Ритуалов» |
| CW 002            | 2006        | V/A                            | «Четверг… Полночь… Атмосфера»       |
| CW 003            | 2007        | Оля и Монстр                   | «Оля и монстр»                      |
| CW 004            | 2007        | Легендарные Пластилиновые Ноги | «Живьём»                            |
| CW 005            | 2008        | KROBAK                         | «The Diary of the Missed One»       |
| CW 006            | 2008        | V/A                            | «CARDIOWAVE: Интерференция»         |
| CW 007            | 2009        | Легендарные Пластилиновые Ноги | «Космонавтам»                       |
| CW 008            | 2009        | Георгій Матвіїв                | «On the Edge»                       |
| CW 009            | 2010        | Flëur                          | «Тысяча светлых ангелов»            |
| CW 010            | 2010        | Amurekimuri                    | «Amurekimuri»                       |
| CW 011            | 2010        | Verba                          | «Внутренний Космос»                 |
| CW 012            | 2010        | Георгій Матвіїв                | «Exit»                              |
| CW 014            | 2012        | Flëur                          | «Пробуждение»                       |
| CW 015            | 2012        | МРФ                            | «Вальсирующие во тьме»              |
| CW 016            | 2013        | ЛПН                            | «Улыбка бога»                       |
| CW 017            | 2013        | Изя Кольт                      | «Ливчик»                            |
| CW 018            | 2014        | Магелланово облако             | «Идиосинкразия»                     |
| CW 019            | 2014        | Flëur                          | «Знаки»                             |
| CW 020            | 2013        | Магелланово облако             | «Магелланово облако»                |
| CW 021            | 2013        | Магелланово облако             | «Акустика»                          |
| CW 022            | 2014        | ЛПН                            | «Забывай меня»                      |
| CW 023            | 2014        | Магелланово облако             | «Условный сигнал»                   |
| CW 024            | 2014        | Flëur                          | «Штормовое предупреждение»          |
| CW 025            | 2015        | Магелланово облако             | «Ледовитый океан»                   |